# Чернявка (приток Раменки)
Черня́вка — небольшая река в Клинском районе Московской области России. Исток находится примерно в 5 км юго-западнее города Высоковска, впадает (слева) в реку Раменка у деревни Хлыниха. Длина — 12 км.

## Данные водного реестра
По данным государственного водного реестра России относится к Верхневолжскому бассейновому округу, водохозяйственный участок реки — Волга от города Тверь до Иваньковского гидроузла (Иваньковское водохранилище), речной подбассейн реки — бассейны притоков (Верхней) Волги до Рыбинского водохранилища. Речной бассейн реки — (Верхняя) Волга до Куйбышевского водохранилища (без бассейна Оки).
По данным геоинформационной системы водохозяйственного районирования территории РФ, подготовленной Федеральным агентством водных ресурсов:
- Код водного объекта в государственном водном реестре — 08010100712110000002909
- Код по гидрологической изученности (ГИ) — 110000290
- Код бассейна — 08.01.01.007
- Номер тома по ГИ — 10
- Выпуск по ГИ — 0

## Достопримечательности
Протекающая по дремучим еловым и смешанным лесам, Чернявка представляет значительный интерес для туристов.